# Corydoras treitlii
Corydoras treitlii är en fiskart som beskrevs av Steindachner, 1906. Corydoras treitlii ingår i släktet Corydoras och familjen Callichthyidae. Inga underarter finns listade i Catalogue of Life.